# Diastrophus mayri
Diastrophus mayri är en stekelart som beskrevs av Henry J. Reinhard 1876. Diastrophus mayri ingår i släktet Diastrophus, och familjen gallsteklar. Enligt den finländska rödlistan är arten otillräckligt studerad i Finland. Arten är reproducerande i Sverige. Artens livsmiljö är lundskogar.